# 皮筋
皮筋（ひきん、ラテン語: musculi cutanei）は、筋肉を所在で分類した際に骨や筋肉から起こり、もう一方の筋肉の端が皮膚と繋がっているものの総称。例えば、顔面筋（表情筋）がある。筋肉を所在で分類した場合、皮筋のほかに、骨格筋、関節筋と分ける。